# Premio Lou Henson
El Premio Lou Henson (en inglés Lou Henson Award) es un premio anual otorgado por la página web CollegeInsider.com al mejor baloncestista de la División I de la NCAA de entre las conferencias consideradas mid-major, es decir, todas aquellas que no están incluidas en el grupo denominado high-major, ACC, SEC, Big East, Big 10, Big 12 y Pac-12.
Se concede en honor de Lou Henson, legendario entrenador de los Illinois Fighting Illini, y que también dirigió a los Hardin–Simmons Cowboys y a los New Mexico State Aggies, consiguiendo un total de 775 victorias, entre los diez mejores entrenadores universitarios de todos los tiempos.

## Ganadores

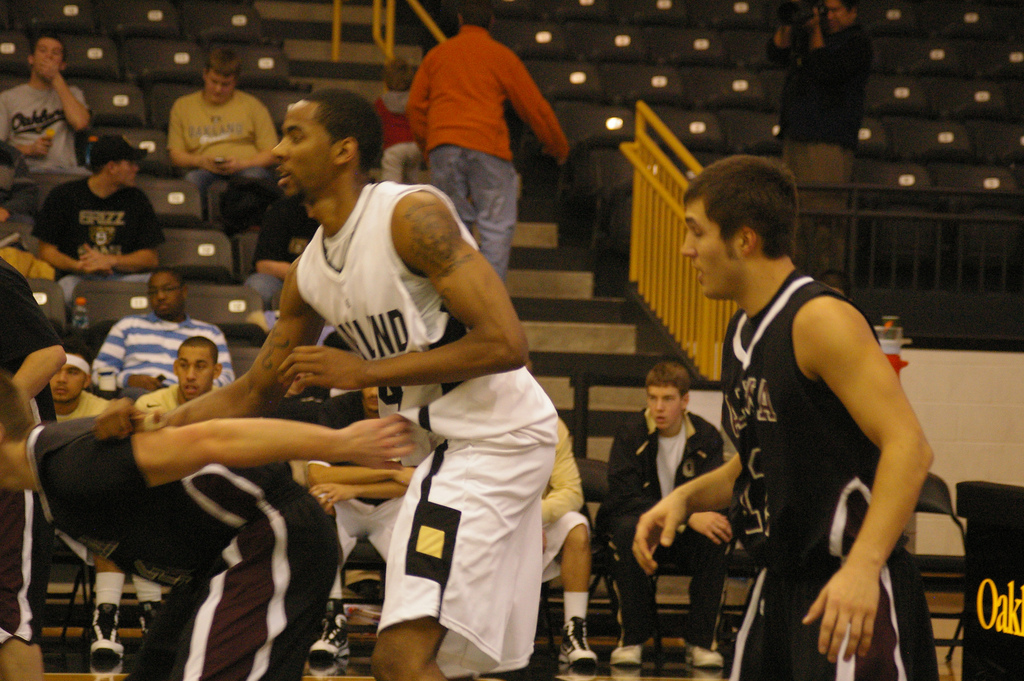
Keith Benson, de Oakland fue el primer ganador

| Jugador (X) | Denota el número de veces que ha conseguido el galardón |

| Año     | Jugador             | Universidad       | Posición        | Curso     | Referencia |
| ------- | ------------------- | ----------------- | --------------- | --------- | ---------- |
| 2009–10 | Keith Benson        | Oakland           | Pívot           | Junior    | [ 3 ]      |
| 2010–11 | Matt Howard         | Butler            | Ala-Pívot       | Senior    | [ 4 ]      |
| 2011–12 | Kyle O'Quinn        | Norfolk State     | Ala-Pívot       | Senior    | [ 5 ]      |
| 2012–13 | Matthew Dellavedova | Saint Mary's      | Base            | Senior    | [ 6 ]      |
| 2013–14 | Langston Hall       | Mercer            | Base            | Senior    | [ 7 ]      |
| 2014–15 | Ty Greene           | USC Upstate       | Base            | Senior    | [ 8 ]      |
| 2015–16 | Thomas Walkup       | Stephen F. Austin | Escolta         | Senior    | [ 9 ]      |
| 2016–17 | Justin Robinson     | Monmouth          | Base            | Senior    | [ 10 ]     |
| 2017–18 | Clayton Custer      | Loyola (Illinois) | Base            | Junior    | [ 11 ]     |
| 2018–19 | Fletcher Magee      | Wofford           | Escolta         | Senior    | [ 12 ]     |
| 2019–20 | Nathan Knight       | William & Mary    | Ala-Pívot/Pívot | Senior    | [ 13 ]     |
| 2020–21 | Max Abmas           | Oral Roberts      | Base/Escolta    | Sophomore | [ 14 ]     |
| 2021–22 | Malachi Smith       | Chattanooga       | Escolta         | Junior    | [ 15 ]     |
| 2022–23 | Jordan Brown        | Louisiana         | Pívot           | Junior    | [ 16 ]     |
| 2023–24 | Trey Townsend       | Oakland           | Alero           | Junior    | [ 17 ]     |
| 2024–25 | Brian Moore Jr.     | Norfolk State     | Escolta         | Senior    | [ 18 ]     |

## Ganadores por universidad
| Universidad       | Títulos | Años       |
| ----------------- | ------- | ---------- |
| Norfolk State     | 2       | 2012, 2025 |
| Oakland           | 2       | 2010, 2024 |
| Monmouth          | 1       | 2017       |
| Chattanooga       | 1       | 2022       |
| Louisiana         | 1       | 2023       |
| Butler            | 1       | 2011       |
| Mercer            | 1       | 2014       |
| Oral Roberts      | 1       | 2021       |
| Saint Mary's      | 1       | 2013       |
| Stephen F. Austin | 1       | 2016       |
| USC Upstate       | 1       | 2015       |
| Loyola (Illinois) | 1       | 2018       |
| Wofford           | 1       | 2019       |
| William & Mary    | 1       | 2020       |